# Crono castrando a su padre Urano
Cronos castrando a su padre Urano es una obra al fresco del pintor Giorgio Vasari, realizada en 1564, que se encuentra en la Sala di Cosimo, en el Palazzo Vecchio de Florencia, Italia.
La obra representa el episodio de la castración de Urano por su hijo Cronos. En el antiguo mito registrado por Hesíodo en su Teogonía, Cronos ambicionaba el poder de su padre y gobernante del universo, Urano. Éste se había ganado la enemistad de Gea, madre de Cronos y los demás Titanes, cuando escondió a sus hijos gigantes menores, los Cíclopes y los Hecatónquiros, en el Tártaro para que no vieran la luz. Gea creó una gran hoz de pedernal y reunió a Cronos y sus hermanos para convencerlos de que matasen a Urano. Sólo Cronos estuvo dispuesto a cumplir su voluntad, así que Gea le dio la hoz y le hizo tender una emboscada. Cuando Urano se encontró con Gea, Cronos le atacó con la hoz y le castró.

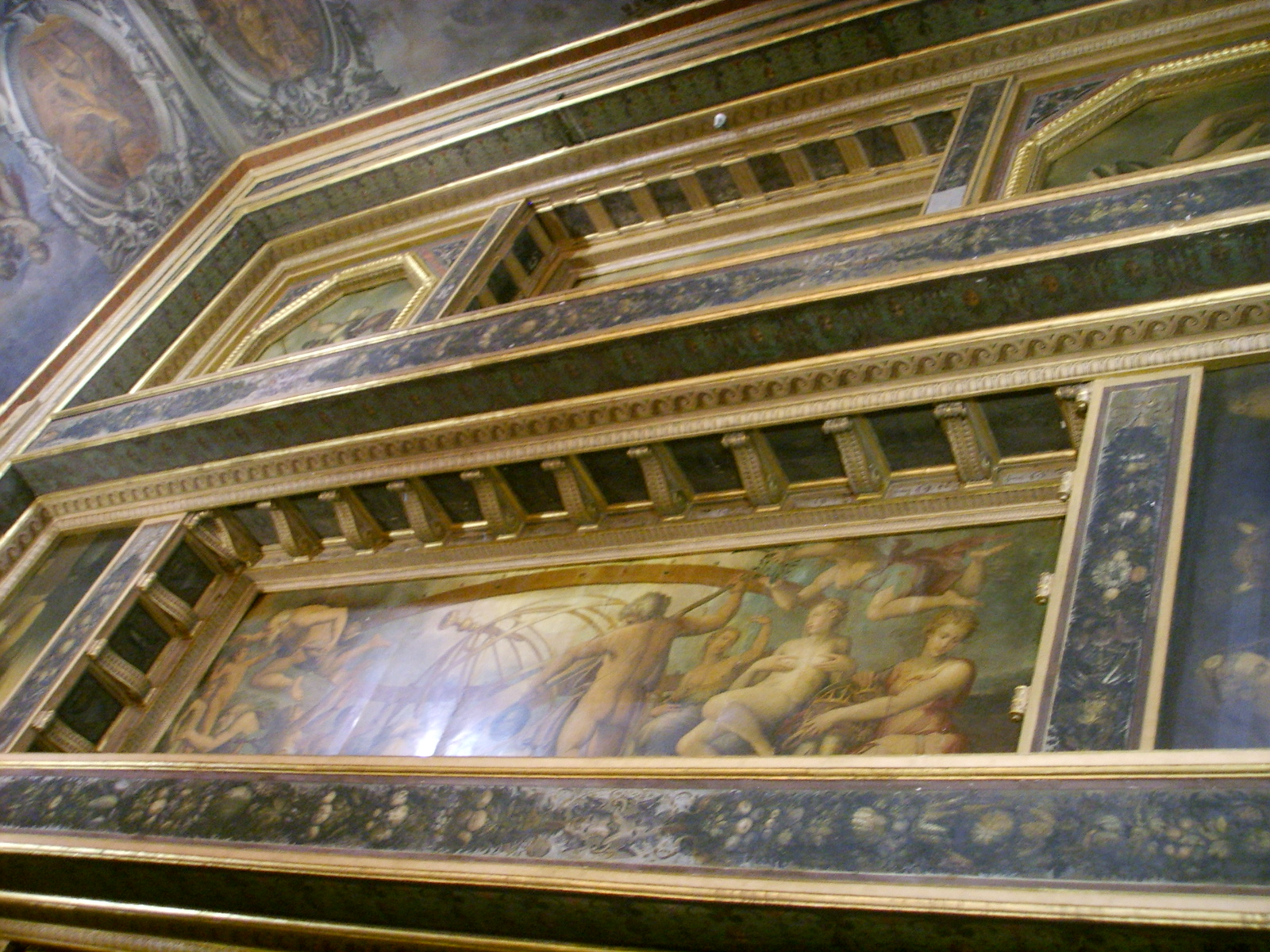

Este cuadro es una de las pocas representaciones de Urano con la apariencia de hombre, ya que por lo general se le representa como techo de bronce, bóveda celeste o sujetado por el titán Atlas.